# غاف الجواء
غاف الجواء أحد المراكز الإدارية التابعة لمحافظة عيون الجواء في منطقة القصيم وسط المملكة العربية السعودية.

## الوصف
يبعد المركز عن محافظة عيون الجواء سبعة كيلومترات، ويحوي المركز على مجمعين للخدمات التعليمية للبنين والبنات. تُعد بلدة غاف الجواء أهم بلدات القصيم الغنية بالآثار، مثل: مربط فرس عنترة وحصاة الطلحة وعبلاء وعنتر، والتي تقع على الطريق السريع المؤدي لمدينة حائل.